# Flashlight (песня Джесси Джей)
«Flashlight» (рус. «Фонарь») — песня британской певицы и автора песен Джесси Джей. Песня является саундтреком к фильму «Идеальный голос 2 (2015)». Трек был написан Сией Фёрлер, Кристианом Гузманом, Джейсоном Мур и Сэмом Смитом.

## История
Изначально песня была записана исключительно в качестве саундтрека, но позже стала доступна для скачивания. «Flashlight» был выпущен в Великобритании 11 мая 2015 года как в качестве саундтрека, так и отдельного сингла. Песня стала особенно успешна в Австралии, достигнув второй строчки, а также седьмой в Новой Зеландии. В фильме Хейли Стейнфилд исполняет версию «Flashlight» под названием «Sweet Life Mix». Её версия песни включена в специальный сборник саундтреков к фильму, а также в японскую версию дебютного EP Стейнфилд «Haiz».

## Музыкальное видео
Видеоклип, режиссёром которого выступила Ханна Люкс Дэвис, был выпущен 23 апреля 2015 года на YouTube. В видеоролике Джесси Джей отправляется в Университет Бардена (кампус Калифорнийского университета в Лос-Анджелесе), где она исполняет балладу, наблюдая, как студенты прогуливаются по кампусу. В клип также были включены сцены из «Идеального голоса 2».

## Критика
«Flashlight» получил в целом смешанные отзывы. Самую неблагоприятную рецензию песня получила от Стивена Дж. Горовица из Billboard, который дал песне две звезды из пяти, назвав её: «склонной к смешному крик-пению на более оптимистичных синглах», добавив, что «Джесси Джей измеряет силу своего свою вокала прохладным „Flashlight“ из фильма». Критик также подчеркнул, что «если бы трек не был настолько „покрашен по номерам“, он бы играл как пантомима баллады Сии, но без эмоционального края».

## Использование в фильме
Песня впервые была исполнена новичком Университета Барден Эмили (Хейли Стейнфилд) для её прослушивания в девичью группу «Barden Bellas», из которого была отстранена от участия в соревнованиях. Эмили объясняет, что она пишет песни, чтобы компенсировать её беспокойство, покидая дом. Эмили снова поет песню позже во время «Riff Off».
Узнав, что Эмили пишет свои собственные песни, Бека (Анна Кендрик) предлагает работать с ней и записывать песни в студии.
В кульминационный момент фильма «Bellas» включил «Flashlight» в свой сет-лист.

## Успех в чартах
Песня дебютировала в чарте Billboard Hot 100 28 мая 2015 года под 68 строчкой. Трек также дебютировал в Британском Сингловом Чарте 24 мая 2015 года под 62 строчкой, но в итоге достиг 13-й. Песня дебютировала в чарте ARIA 18 мая 2015 года под 15 позицией, но вскоре достигла 2 строчки. Также песня возглавила чарт Индонезии.

## Чарты
| Чарт (2015)                                | Лучшая позиция |
| ------------------------------------------ | -------------- |
| Австралия (ARIA)                           | 2              |
| Австрия (Ö3 Austria Top 40)                | 37             |
| Бельгия/Фландрия (Ultratip Bubbling Under) | 8              |
| Канада (Billboard Canadian Hot 100)        | 57             |
| Чехия (Rádio — Top 100)                    | 37             |
| Чехия (Singles Digitál Top 100)            | 31             |
| Франция (SNEP)                             | 89             |
| Германия (GfK)                             | 38             |
| Ирландия (IRMA)                            | 31             |
| Italy (FIMI)                               | 89             |
| Нидерланды (Single Top 100)                | 55             |
| Malaysia (RIM)                             | 1              |
| Новая Зеландия (Recorded Music NZ)         | 7              |
| Норвегия (VG-lista)                        | 29             |
| Philippines (PARI)                         | 1              |
| Шотландия (OCC Scotland)                   | 9              |
| Словакия (Rádio — Top 100)                 | 33             |
| Швеция (Sverigetopplistan)                 | 54             |
| Швейцария (Schweizer Hitparade)            | 28             |
| Великобритания (OCC UK Singles)            | 13             |
| США (Billboard Hot 100)                    | 61             |

| Чарт (2015)      | Позиция |
| ---------------- | ------- |
| Australia (ARIA) | 40      |

## Сертификации
| Страна                | Сертификация | Продажи |
| --------------------- | ------------ | ------- |
| Австралия (ARIA)      | платиновый   | 70,000  |
| Великобритания (BPI)  | золотой      | 400,000 |
| Дания (IFPI Denmark)  | золотой      | 15,000  |
| Италия (FIMI)         | золотой      | 25,000  |
| Новая Зеландия (RMNZ) | золотой      | 7,500   |